# Звонимир Кавурић
Звонимир Кавурић (1901 — 1944), архитекта и учесник Народноослободилачке борбе.

## Биографија
Рођен је 28. децембра 1901. године у Загребу. По занимању је био архитекта и ликовни уметник. Студирао је архитектуру у Загребу, радио у Прагу и Паризу, а од 1934. године деловао је у Загребу у градском грађевинском уреду. Постигао је велике успехе у већем броју конкурсних радова и извео неколико значајних остварења, попут зграде Бановине у Сплиту или куполе Мештровићева павиљона на данашњем Тргу жртава фашизма у Загребу. Био је и члан лево оријентисане ликовне групе „Земља“.
У окупираном Загребу радио је на стварању народноослободилачких одбора и био секретар НОО-а Загреба. Ухапсиле су га и обесиле усташе са још девет антифашиста 5. октобра 1944. године у Запрешићу, покрај Загреба.